# Molnár Flórián

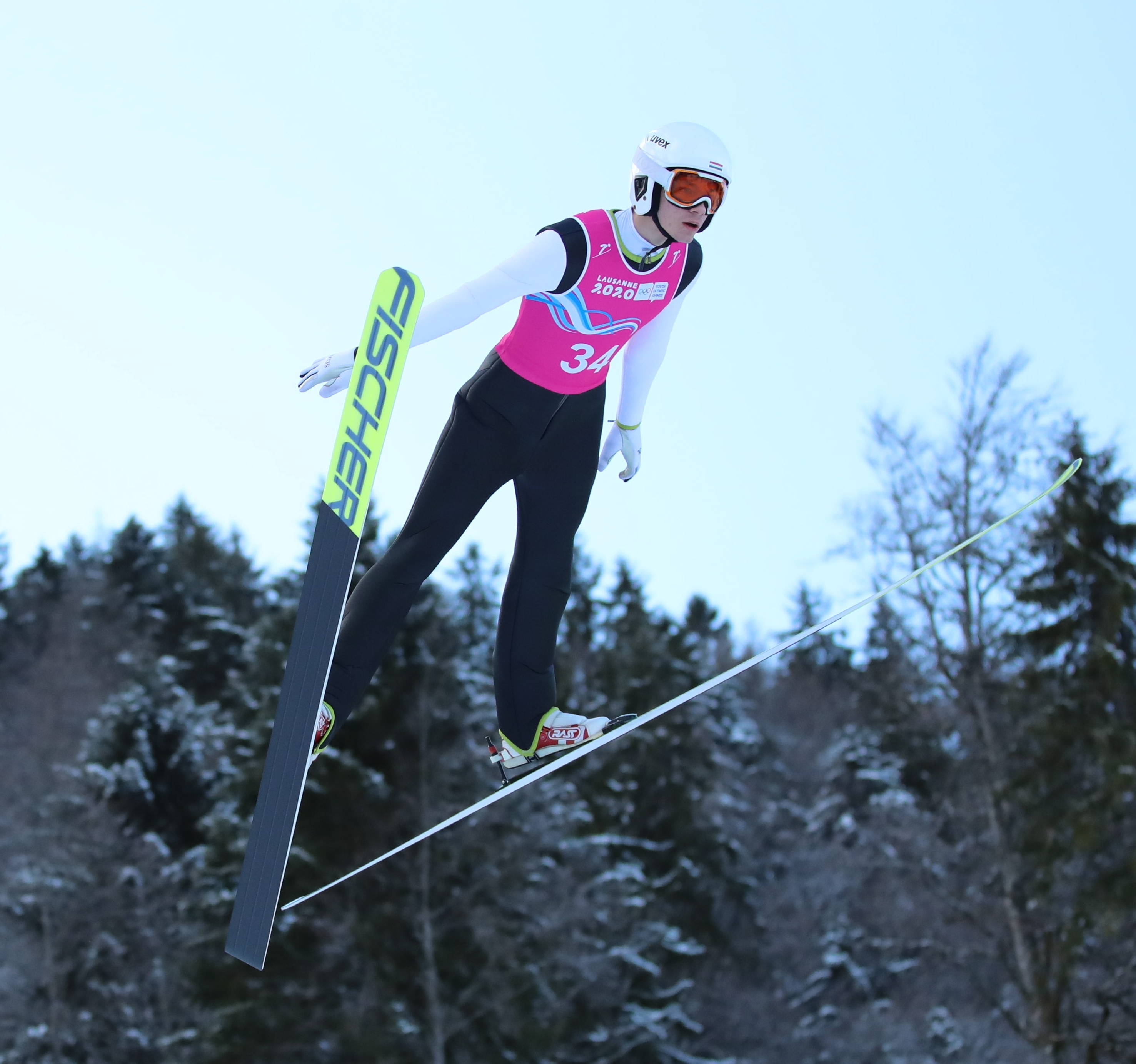
Molnár Florian, 2020

Molnár Flórián (Szombathely, 2002. március 14. –) magyar síugró, ifjúsági olimpikon.

## Élete
17 évesen tagja volt a 2020-as Lausanne-i téli ifjúsági olimpiai játékokon szereplő magyar csapatnak. A fúk (egyéni) normálsánc mezőnyének első sorozatában 84 méteres ugrással a 18. lett, majd a döntő körben 77,5 méterre szállt, s így a két ugrása alapján – a 37 fős mezőny közepén – a 19. helyen végzett. Teljesítményével több nagy síugró nemzet sportolóját is sikerült megelőznie, aminek elismeréseképpen ő vihette a nemzeti zászlót a játékok záróünnepségen.
Háromszor szerepelt junior világbajnokságokon, 2018-ban, Kanderstegben a 49., míg a rákövetkező évben, Lahtiban az 55. helyen zárt. A németországi Oberwiesenthalban rendezett 2020-as junior északisí-vb-n az 52. helyen végzett.
2019-ben ott volt az ausztriai Seefeldben zajló északisí-világbajnokságon, ahol a nagysánc selejtezőjéből nem sikerült bejutnia a döntőbe. 99,5 méteres ugrásával 67,6 ponttal zárt, ezzel – két kazah riválisát megelőzve – 59. lett a 61 fős mezőnyben.